# 文京区立礫川小学校
文京区立礫川小学校（ぶんきょうくりつれきせんしょうがっこう）は、東京都文京区にある公立の小学校。

## 概要
- 1873年（明治6年）3月19日 開校。
- 日本の小学校としては最初のプールとされる施設が1923年（大正12年）9月に建設されるが、オープン直前に関東大震災のため損壊を受ける。翌年2月に泳ぎ初めが生徒により行われた。現在の校舎正門と職員室のあたりに位置していた。1972年（昭和47年）に校舎新設の為取り壊されるまで使用された。
- 更に日本で最初の難聴学級が設置された。

## 沿革
- 1873年（明治6年）3月19日 - 小石川伝通院内の開山堂を借り、第一大学区第四中学区第三番小学礫川として開校。
- 1908年（明治41年） - 東京市礫川尋常小学校と改称。
- 1912年（明治45年） - 校旗制定。
- 1922年（大正11年） - 校歌制定。
- 1923年（大正12年） - 児童図書館開館。小学校として、我が国最初のプールが設置される。
- 1934年（昭和9年） - 我が国で最初の難聴学級が設置される。
- 1947年（昭和22年） - 学制改革により、東京都文京区立礫川小学校と改称。
- 1966年（昭和41年） - 特別支援学級が設置される。
- 1994年（平成6年） - コンピュータ室が設置される。
- 2016年（平成28年）8月 - 電子黒板が全教室に設置される。
- 2017年（平成29年）4月 - まなびの教室開設。
- 2022年（令和4年）11月19日 - 体育館にて、開校150周年記念式典挙行。

## アクセス
- 都営バス「伝通院前」停留所から、徒歩1分。
- 東京メトロ丸ノ内線・南北線後楽園駅から、徒歩7分。
- 都営地下鉄三田線・大江戸線春日駅から、徒歩7分。
- 東京メトロ有楽町線飯田橋駅から、徒歩12分。